# Schlüter Euro Trac
Le Schlüter Euro Trac est un type de tracteur agricole à quatre roues motrices égales produit par l'entreprise allemande Anton Schlüter München.
Ce type de tracteur, à l'architecture « trop » innovante et très cher, ne trouve pas sa clientèle et participe à la mise en difficulté financière de son constructeur.

## Historique
Pour qu'un tracteur à quatre roues motrices puisse bénéficier d'une adhérence optimale, il faut que sa charge soit répartie de manière égale sur les essieux avant et arrière. Cet équilibre variant avec la masse des outils attelés qui pèsent sur le seul essieu arrière, l'équilibre est rétabli en accrochant ou en décrochant des séries de masses à l'avant du tracteur, manutention longue et fatigante.
La particularité de l'Euro Trac est la présence d'une masse permanente placée entre les roues avant, en lieu et place du moteur qui se trouve relégué sous la cabine de conduite. Cette masse coulisse d'avant en arrière pour équilibrer le tracteur en fonction de la charge pesant sur les roues arrière.
La présentation des Euro Trac a lieu en 1991 alors que l'entreprise Schlüter connaît déjà des difficultés financières mais le constructeur envisage de prendre, sur le marché, le créneau des Mercedes-Benz MB Trac dont la production s'arrête cette même année. Le produit, malgré son concept original et novateur, ne trouve pas sa clientèle d'autant qu'il est cher et sa production cesse en 1995, qui correspond également à la faillite de Schlüter. Jusqu'en 1995, les tracteurs sont produits par Schlüter dans son usine de Freising mais l'entreprise Egelseer produit plusieurs dizaines d'exemplaires entre 1995 et 2003, après avoir racheté les droits et les stocks de pièces. Il ne se vend que 184 exemplaires de l'Euro Trac, tous modèles et tous constructeurs confondus.

## Caractéristiques
Ce sont au total six modèles d'Euro Trac qui sont produits, les trois premiers (1300 LS, 1600 LS, 1900 LS) en 1991 et les trois suivants (1400 LS, 1700 LS, 2000 LS), résultant d'une augmentation de puissance des précédents, en 1993. Hormis la puissance du moteur et, pour les deux plus gros modèles, un empattement légèrement allongé, tous les autres caractéristiques sont identiques.
Les tracteurs de la gamme Euro Trac sont motorisés par un groupe fourni par MAN. Ce moteur Diesel à six cylindres (alésage de 112 mm pour une course de 125 mm) en ligne, à injection directe, possède une cylindrée totale de 6 871 cm3. Équipé d'un turbocompresseur, il développe une puissance maximale allant de 130  à   200 chDIN selon les modèles de tracteur et les réglages du moteur.
La boîte de vitesses comprend 24 rapports avant et 12 rapports arrière, autorisant une vitesse maximale de 40 km/h.
La maniabilité du tracteur est très bonne et l'accessibilité au moteur et à la transmission facilité par la cabine basculante. Cette cabine est confortable mais son insonorisation n'est toutefois pas parfaite.
La masse à vide est de 6 400 kg ou de 6 900 kg pour les deux plus gros modèles.

## Modélisme
La firme allemande Weise Toys a reproduit le Schlüter 2000 LS à l'échelle 1:32.